# Roxroy Cato
Roxroy Cato (ur. 1 maja 1988) – jamajski lekkoatleta specjalizujący się w biegu na 400 metrów przez płotki.
W 2010 zdobył złoto i brąz igrzysk Ameryki Środkowej i Karaibów w Mayagüez. Rok później zajął 6. miejsce w biegu na 400 metrów przez płotki podczas mistrzostw kontynentu. Bez powodzenia startował na igrzyskach olimpijskich w Londynie. W 2015 zdobył brązowy medal igrzysk panamerykańskich w Toronto.
Medalista mistrzostw Jamajki.
Rekord życiowy – 48,48 (27 czerwca 2014, Kingston).

## Osiągnięcia
| Rok  | Impreza                                  | Miejsce        | Konkurencja                     | Lokata     | Wynik   |
| ---- | ---------------------------------------- | -------------- | ------------------------------- | ---------- | ------- |
| 2010 | Igrzyska Ameryki Środkowej i Karaibów    | Mayagüez       | bieg na 400 metrów przez płotki | 3. miejsce | 49,62   |
| 2010 | Igrzyska Ameryki Środkowej i Karaibów    | Mayagüez       | sztafeta 4 × 400 metrów         | 1. miejsce | 3:01,68 |
| 2011 | Mistrzostwa Ameryki Środkowej i Karaibów | Mayagüez       | bieg na 400 metrów przez płotki | 6. miejsce | 50,38   |
| 2012 | Igrzyska olimpijskie                     | Londyn         | bieg na 400 metrów przez płotki | eliminacje | 50,22   |
| 2013 | Mistrzostwa Ameryki Środkowej i Karaibów | Morelia        | bieg na 400 metrów przez płotki | 4. miejsce | 50,05   |
| 2014 | Igrzyska Wspólnoty Narodów               | Glasgow        | bieg na 400 metrów przez płotki | eliminacje | DQ      |
| 2015 | Igrzyska panamerykańskie                 | Toronto        | bieg na 400 metrów przez płotki | 3. miejsce | 48,72   |
| 2015 | Mistrzostwa świata                       | Pekin          | bieg na 400 metrów przez płotki | eliminacje | 49,47   |
| 2016 | Igrzyska olimpijskie                     | Rio de Janeiro | bieg na 400 metrów przez płotki | półfinał   | DQ      |